# Lido (ceramografo)

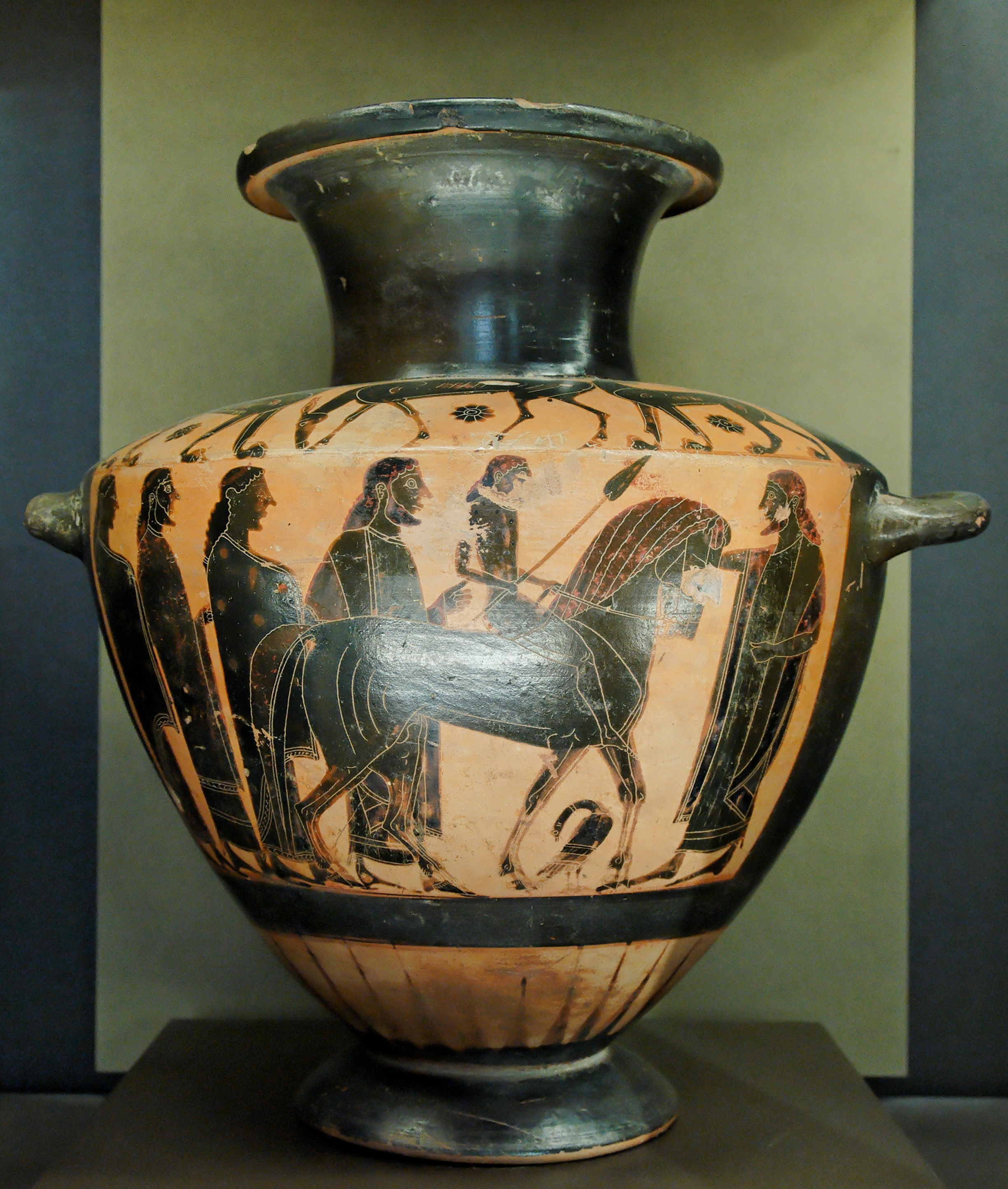
Partenza del guerriero, da un'hydria a figure nere. Parigi, Louvre E 804

Lido (in antico greco Λυδός, traslitterato Lydos; fl. 560 a.C. / 540 a.C.) è stato un ceramografo greco antico, specializzato nello stile a figure nere, attivo in Atene.

## Attività
Il nome fa ritenere che fosse uno straniero, o figlio di stranieri, forse originario del Vicino Oriente, o più precisamente di origine lidia.
Fu pittore dalle qualità robuste le cui solide figure accennano chiaramente alla terza dimensione. I suoi lavori migliori sono le vivaci scene di processione, come quella che si trova sul cratere di New York, dove satiri e menadi mostrano svariati e convincenti atteggiamenti. Gli sono attribuiti circa un centinaio di vasi realizzati nella tecnica a figure nere, dei quali alcuni hanno dimensioni monumentali. Restano di lui due firme che lo indicano come pittore: una su un vaso che ritrae una Gigantomachia, l'altra su un vaso dove è raffigurata l'Iliòupersis (la presa di Troia). Dipinse temi molto vari e fu il primo ceramografo ad imporre, dopo un periodo di prevalente tendenza miniaturistica rappresentata dalle opere di Sofilo e Kleitias, una misura statuaria sia alle scene sia alle figure. Fu ottimo disegnatore, capace di restituire tratti facili e vivaci, rari nello stile a figure nere.

## Opere firmate
Il vaso con l'Ilioupersis è un'anfora giovanile conservata al Louvre (n. inv. F 29); l'opera recante la Gigantomachia invece è un dinos proveniente dall'Acropoli di Atene e conservato al Museo nazionale (n. inv. 1.607). Alla Gigantomachia è dedicata la zona principale; la fascia sottostante è divisa tra due soggetti: una processione di animali condotti al sacrificio e una scena di caccia a cavallo. La terza fascia è un fregio con animali. Alla battaglia contro i Giganti partecipano Zeus, che viene implorato dalla personificazione della Terra di risparmiare i Giganti suoi figli, Eracle, che inizia in questo secondo quarto del VI secolo ad essere rappresentato con la pelle di leone come attributo, e Atena, ovvero i tre personaggi che si trovano generalmente in tutte le Gigantomachie attiche. Altri frammenti recano le figure di Apollo, Artemide, Hermes, Afrodite, Dioniso assistito da un leone, Poseidone che regge l'isola di Nisyros, staccata dall'isola di Cos, per scagliarla sul gigante che gli si oppone. Il dinos è contemporaneo dei kantharoi di Nearco e di poco precedente la metà del VI secolo. Il disegno è accurato e dettagliato, ma più libero rispetto a quello di Nearco.

## Opere attribuite
Una prima fase dell'opera di Lido è rappresentata da due hydriai, una a Monaco di Baviera, l'altra al Louvre. Sull'hydria di Monaco due uomini guidano cavalli e una donna si frappone tra loro. Nell'hydria del Louvre, appena posteriore, tre uomini e due donne guardano la partenza di un giovane a cavallo. Su entrambe le hydriai sulla spalla si trovano fregi con grandi animali e ornamenti di riempimento eseguiti con uno stile ormai desueto, simile a quello presente sul Vaso François.
Un'hydria conservata al Museo nazionale etrusco di Villa Giulia a Roma reca la prima rappresentazione attica del conflitto tra Eracle e Gerione, e per qualità l'unica che può essere messa a confronto con la scena a figure rosse della famosa coppa di Euphronios conservata a Monaco di Baviera. La prima rappresentazione di questo soggetto è corinzia e appartiene al VII secolo a.C., ma diviene frequente tra i ceramografi attici solo nella seconda metà del VI secolo a.C. Eracle indossa la pelle di leone e tende il suo arco; Gerione si compone di tre busti uno dei quali versa all'indietro colpito da una freccia. Il personaggio giacente a terra è Euritione, il pastore di Gerione.
Al periodo medio dell'attività di Lido, un po' prima rispetto al dinos di Atene, è stato assegnato il cratere a colonnette di Harvard. La forma, probabilmente di origine corinzia, è presente in Attica già nel periodo del Pittore di Nesso. Anche il soggetto principale, un carro visto frontalmente, potrebbe essere stato originariamente corinzio, ma lo si trova in Attica solo all'inizio del VI secolo a.C., ad esempio sul dinos del Pittore della Gorgone al Louvre (E 874). Qui la disposizione degli elementi della scena è invertita: Lido assume il carro e non la battaglia come parte principale dell'immagine. La parte posteriore del vaso è decorata con un gruppo simmetrico di tre animali, una sfinge tra due leoni.
Simile al cratere di Harvard, per forma e decorazione della parte posteriore, il cratere del British Museum reca sul fronte la storia del Giudizio di Paride che non si discosta da quella sulla pyxis del Pittore C al Louvre, e da molti altri vasi attici del periodo, se non per la nota del cane di Paride aggiunta da Lido. A sinistra del gruppo principale inoltre Lido ha aggiunto un gruppo minore di figure che ricorrono nel Giudizio di Paride rappresentato sull'anfora ovoidale di Firenze, parzialmente opera di un collaboratore.
Di qualità superiore rispetto ai precedenti è il cratere a colonnette del Metropolitan di New York. L'immagine, che corre intorno al vaso, rappresenta il ritorno di Efesto; rispetto al precedente di Kleitias sul vaso François l'attenzione è rivolta esclusivamente alla processione di satiri e menadi, danzanti o in corsa. Efesto e Dioniso sono posti come figure principali su ciascun lato del vaso, e Dioniso, al contrario di quanto avviene sul cratere di Kleitias, è una figura solenne. Un motivo floreale adorna la bocca del vaso e vi è un gorgoneion su ciascuna ansa.
Il Dioniso del cratere a colonnette di New York torna su uno psykter a forma di anfora conservato al British Museum. Sotto al beccuccio un piccolo satiro si piega sulle ginocchia e gioca con una lepre, così come i satiri si piegavano per evitare le maniglie sul cratere di New York. L'immagine sull'altro lato dell'anfora rappresenta l'uccisione del Minotauro ad opera di Teseo; i quattro giovani che osservano la scena fanno parte del tributo al Minotauro ossia i quattordici giovani ateniesi salvati da Teseo. La scena è presente tra i ceramografi attici già nel secondo quarto del VI secolo a.C., ma diviene frequente a partire dalla metà del VI secolo in poi. La decorazione floreale sopra le immagini è nello stesso stile del cratere di New York.
Su un'anfora nel Cabinet des médailles di Parigi, Eracle affronta il leone di Nemea. Come Teseo sullo psykter precedente, ha posato il suo mantello su una roccia, il che serve a riempire lo spazio tra le zampe del leone. L'uomo e i due giovani che guardano non hanno alcuna giustificazione nella leggenda; la presenza di osservatori, dotati o meno di funzione rappresentativa, è frequente sui vasi di Lido.
Uno dei lavori migliori di Lido lo troviamo sui frammenti a lui attribuiti di placche decorative in argilla appartenenti al monumento sepolcrale di Spata, in Attica (dove sono stati identificati anche lavori di Sofilo e Exekias); i frammenti attribuiti a Lido restituiscono parte di una scena di commiato.